# Aloha Bobby i Rose
Aloha Bobby i Rose (títol original en anglès Aloha, Bobby and Rose) és una road movie dramàtica estatunidenca de l1975 escrita i dirigida per Floyd Mutrux i protagonitzada per Paul Le Mat, Dianne Hull i Robert Carradine. La trama tracta d'una jove parella de classe treballadora que accidentalment causa la mort d'un dependent d'una botiga durant la seva primera cita i fuig de la justícia. Ha estat doblada al català.

## Trama
A la dècada de 1970 a Hollywood, en Bobby treballa com a mecànic d'automòbils de dia i juga al billar i corre amb el seu 1968 Chevrolet Camaro vermell de nit. El seu amic Moxey està emocionat de ser acceptat a l'escola de transmissió i desenvolupar les seves habilitats per a una feina millor remunerada. El menys responsable Bobby sembla que no té aquesta direcció a la vida i encara confia en el seu oncle Charlie, un venedor de cotxes usats, per ajudar-lo a sortir dels embussos, com ara prestant-li diners per pagar les seves apostes a la sala de billar a alguns xicanos amenaçadors.
La Rose és la jove mare soltera d'un fill de cinc anys. La Rose i el seu fill viuen amb la seva mare, a qui li importa el nen mentre la Rose treballa en un rentat de cotxes. En Bobby es troba amb la Rose quan ell li retorna el seu Volkswagen Beetle Cabriolet després d'haver estat reparat al seu garatge. Bobby intenta encandilar Rose perquè el condueixi de tornada al garatge, però ella es nega i li diu que agafi l'autobús. Més tard, veu que intenta sense èxit fer autostop sota la pluja i el recull. Quan la Rose s'atura a casa seva per canviar-se, en Bobby descobreix que té un fill petit, però no li molesta i passa temps parlant amb el nen.
Bobby i Rose tenen una cita, que inclou patinatge sobre gel, mirar aparadors, una parada a Pink's Hot Dogs, aparcar sota el Hollywood Sign i creuar la Sunset Strip. Somien desperts amb mudar-se a Hawaii. Durant una parada a una botiga de conveniència per prendre vi, en Bobby li fa una broma al dependent de la botiga adolescent fent veure que és un lladre amb una pistola falsa. Però l'acudit és contraproduent quan el propietari de la botiga surt del darrere amb una escopeta apuntant a Bobby. Per salvar en Bobby, Rose colpeja el propietari al cap amb una ampolla i, quan cau, l'arma dispara, matant accidentalment el jove empleat.
Bobby i Rose fugen, primer amb el VW de Rose, que estavellen, i després amb el Camaro vermell de Bobby, en direcció a Mèxic. La Rose troba a faltar el seu fill i en un moment puja a un autobús per tornar a casa, però no pot deixar en Bobby i surt de l'autobús. A San Diego, la parella coneix els extravagants texans Buford i Donna Sue, que conviden a Bobby i Rose a anar amb ells a Mèxic. Les dues parelles viatgen a Tijuana on Buford i Bobby s'uneixen a l'ambient de festa, però Rose encara troba a faltar el seu fill, així que Bobby i Rose marxen de Mèxic i tornen a Los Angeles per recuperar-lo.
Després de pintar el cotxe d'en Bobby de negre i recollir el fill de la Rose, Bobby i Rose s'aturen en una gelateria a la sortida de la ciutat, on Rose deixa el seu fill sol al cotxe durant uns minuts mentre entra. Un agent de policia veu el nen sol al cotxe. En veure la policia envoltant el seu cotxe, Bobby i Rose abandonen el cotxe, deixant que el seu fill sigui pres per la policia, i s'afanyen a un motel barat proper per amagar-se. Bobby truca al seu oncle Charlie perquè li porti un cotxe d'escapada, però Rose contacta per separat amb la policia, que té el seu fill, i els diu que vol parlar del recent "accident", oferint-li el nom del motel on es troben ella i Bobby. La policia arriba aquella nit en una tempesta de pluja just quan Charlie condueix amb el cotxe de fugida. Mentre en Bobby corre cap al cotxe, la policia creu equivocadament que té una pistola i, malgrat els crits de la Rose, dispara a Bobby. La Rose plora pel cos d'en Bobby.

## Repartiment
- Paul Le Mat com a Bobby
- Dianne Hull com a Rose
- Tim McIntire com a Buford
- Leigh French com Donna Sue
- Martine Bartlett com la mare de Rose
- Noble Willingham com l'oncle Charlie
- Robert Carradine com a Moxey
- Erick Hines com a Erick
- Mario Gallo com a Benny
- Tony Gardenas com a Rafael
- Edward James Olmos com a xicano número 1 (com a Eddie Olmos)
- Tip Fredell com a xicano número 2
- William Dooley com a Sam Gold
- Cliff Emmich com Bird Brain
- David Bond com a botiguer
- Dorothy Love com a secretaria del motel

## Estrena i recepció
La pel·lícula va ser distribuïda per Columbia Pictures. Tot i que la producció va començar el 22 d'octubre de 1973, la data d'estrena era el 23 d'abril de 1975.

### Taquilla
La pel·lícula es va produir amb un pressupost baix de 600.000 dòlars, però va superar la taquilla estatunidenca i durant el seu cap de setmana d'obertura (del 25 al 26 d'abril), guanyant 5,3 milions de dòlars amb 557.000 entrades a 365 cinemes. El 20 de maig de 1975, havia recaptat (35 milions de dòlars). La pel·lícula va ser la setena pel·lícula estatunidenca més taquillera del 1975. Segons Variety, la pel·lícula va guanyar 6 milions de dòlars en lloguers de cinema a la taquilla estatunidenca.

### Resposta crítica
Vincent Canby de The New York Times va escriure una crítica negativa, afirmant: "L'únic tràgic d'una pel·lícula com aquesta és la qualitat de l'estupidesa que els personatges estan obligats a mostrar per tal de mantenir la trama en marxa." Joseph McBride de Variety a escriure: "El tema "joves a la fugida", l'element bàsic de tantes pel·lícules en els darrers 10 anys, s'està cansant i el cansament es mostra clarament a 'Aloha, Bobby i Rose.'" Gene Siskel del Chicago Tribune va atorgar a la pel·lícula dues estrelles de quatre i la va descartar com "una d'aquelles històries de sanglots sobre una parella jove que sempre es fiquen en problemes. El noi té una visió del món una mica brutal; la noia sap com retorçar-se els cabells i plorar molt." Charles Champlin de Los Angeles Times va escriure que la pel·lícula "es reprodueix com una repetició de diverses dotzenes de pel·lícules que has vist abans, sense descans. per veure el malbaratament de dos intèrprets atractius i una bona quantitat d'artesania competent en material tan mancat d'originalitat, d'aptitud de pensament o de simple interès." Gary Arnold de The Washington Post la va anomenar "una pel·lícula inarticulada sobre personatges inarticulats". En una revisió retrospectiva, Richard Brody de New Yorker la va descriure com una "pel·lícula independent dura, intransigent i inventiva que va arrasar a la taquilla."
Una ressenya a Time Out va comparar la pel·lícula amb l'aclamada pel·lícula de 1973 American Graffiti, que també va protagonitzar Le Mat, però la ressenya continua dient: "[Amb] poca caracterització o profunditat, la trama finalment no suma més que una coda a Graffiti."